# 68718 Safi
68718 Safi este un asteroid din centura principală de asteroizi.

## Descriere
68718 Safi este un asteroid din centura principală de asteroizi. A fost descoperit pe 17 februarie 2002 la Vicques de Michel Ory. El prezintă o orbită caracterizată de o semiaxă mare de 2,54 ua, o excentricitate de 0,18 și o înclinație de 4,0° în raport cu ecliptica.